# Mathematiker

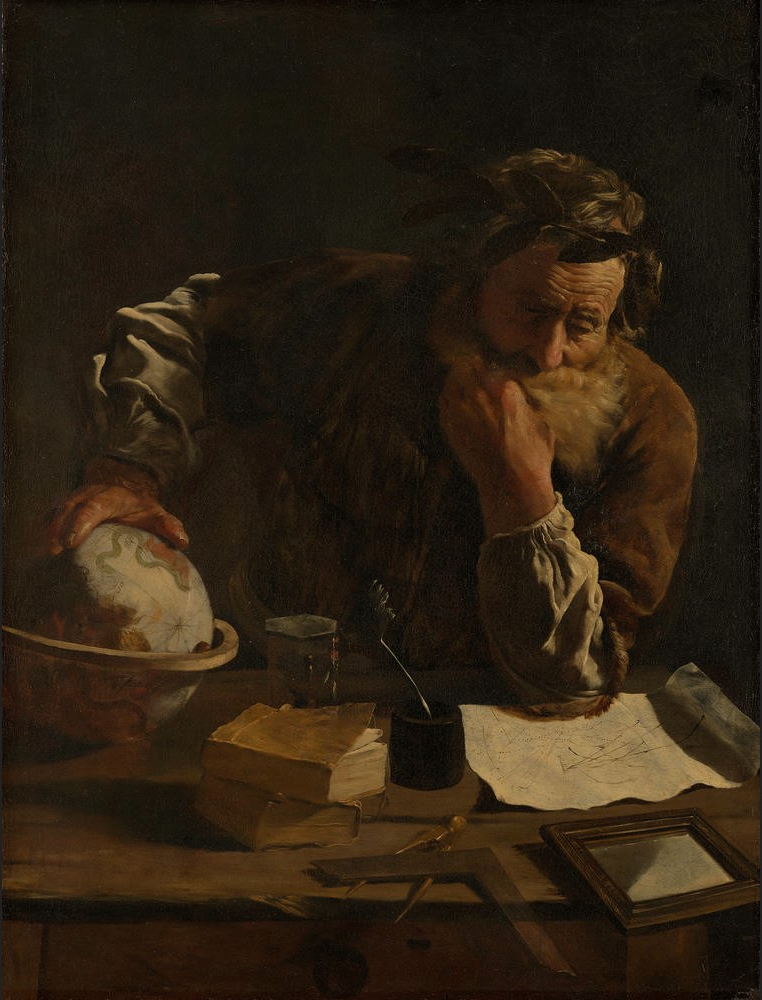
Archimedes, einer der bekanntesten Mathematiker der Antike

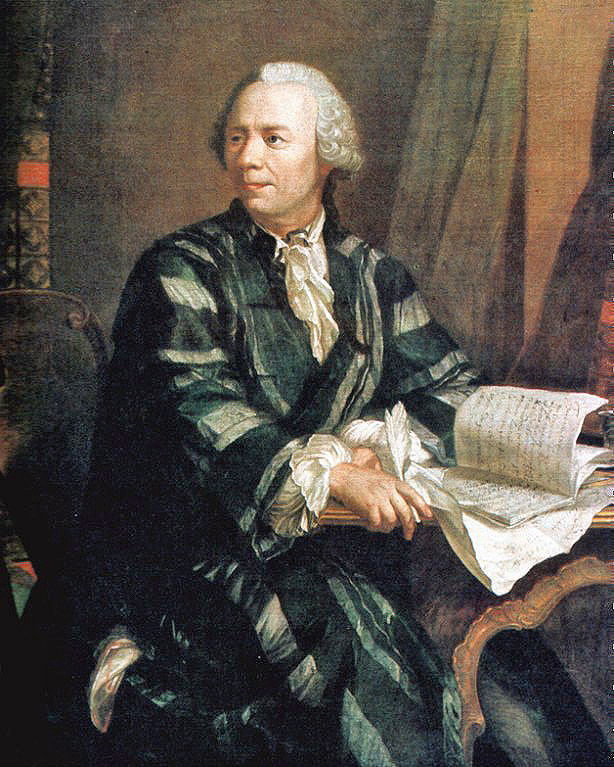
Leonhard Euler, einer der produktivsten Mathematiker der Neuzeit

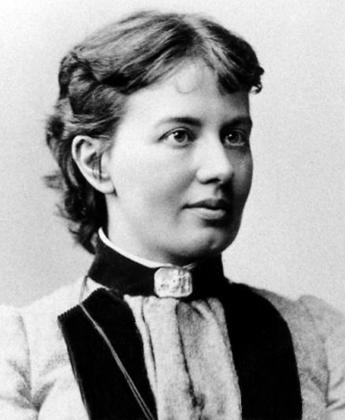
Sofja Kowalewskaja war eine russische Mathematikerin, die 1884 an der Universität Stockholm die weltweit erste Professorin für Mathematik wurde

Mathematiker und Mathematikerinnen beschäftigen sich mit der Bewahrung und Weiterentwicklung des Fachgebiets der Mathematik und mit der Anwendung der Erkenntnisse auf praktische Belange. Die Anwendung mathematischer Methoden führt zu exakten Erkenntnissen und Aussagen, in bestimmten Teilgebieten auch zu quantitativen Ergebnissen (z. B. aus der Numerik und der Statistik).
Sie können auf Spezialgebieten tätig sein, so z. B. Numerische Mathematik, Statistik, Mathematische Logik, Algebra, Geometrie, Analysis, Modelltheorie und Wahrscheinlichkeitstheorie. Da viele Verfahren und Techniken sich auch auf andere Teilbereiche übertragen lassen, ist nicht immer eine eindeutige Einordnung möglich.

## Ausbildung
Vor 2010 wurde der akademische Grad Diplom-Mathematiker verliehen, welcher nach einer Regelstudienzeit von neun Semestern an der Universität erworben wurde. Alternativ gab es Fachhochschulen, die in acht Semestern den Abschluss zum Diplom-Mathematiker (FH) anboten.
Seit der Umstellung auf das europäische Studiensystem beträgt die Studiendauer bis zum Bachelor sechs (an Fachhochschulen meist sieben) Semester. Für die Spezialisierung, kann, nach drei bis vier weiteren Semestern, der Master erlangt werden.
Weiteres hierzu unter Mathematikstudium.

## Studieninhalte
Studieninhalte im Grundstudium umfassen in der Regel: Analysis, Lineare Algebra, Numerik, Stochastik, ein Wahlpflichtfach und ein Nebenfach.
Im Hauptstudium werden Bereiche der reinen (theoretischen) und der angewandten Mathematik vertieft, beispielsweise in Richtung Differentialgeometrie, Topologie, Funktionalanalysis oder Optimierung. Dazu kommt ein Nebenfach, das mitunter die Anwendung der Mathematik in anderen Fächern behandelt, beispielsweise Wirtschaftswissenschaften, Informatik oder Physik.

## Akademische Grade
Aufgrund der bestandenen Diplomprüfung bzw. Bachelor- oder Masterprüfung werden u. a. folgende Grade verliehen:

### Deutschland
- Diplom-Mathematiker
- Diplom-Biomathematiker
- Diplom-Mathematiker (Technomathematik)
- Diplom-Technomathematiker
- Diplom-Mathematiker (Wirtschaftsmathematik)
- Diplom-Wirtschaftsmathematiker
- Diplom-Finanz- und Wirtschaftsmathematiker
- Diplom-Computermathematiker
- Bachelor of Science Mathematik
- Master of Science Mathematik

### Österreich
- Magister/Magistra der Naturwissenschaften
- Magister/Magistra der Wirtschaftswissenschaften
- Diplom-Ingenieur/Diplom-Ingenieurin der Technischen Mathematik